# Sokrates (imię)
Sokrates – imię męskie pochodzenia greckiego, stgr. Σωκράτης (Sōkrátēs), które powstało z członów σῶς (sō̃s) „cały, zdrowy, bezpieczny” i κράτος (krátos) „siła, moc”. Imię to rozsławił filozof Sokrates. W Kościele katolickim są święci o tym imieniu.
Sokrates imieniny obchodzi 19 kwietnia, 17 września i 20 września.
Znane osoby noszące imię Sokrates:
- Sokrates z Aten – filozof grecki
- Sokrates Scholastyk (ok. 380 – ok. 450) – historyk Kościoła starożytnego
- Sokrat Janowicz – białoruski pisarz piszący po białorusku i po polsku
- Sócrates – piłkarz brazylijski
- Sokrat Starynkiewicz – generał rosyjski, pełniący obowiązki prezydenta Warszawy w latach 1875–1892